# QF認證
QF認證（Qualite Fleurier）2004年才出現，目前已通過瑞士聯邦政法的認可，是由Chopard、Bovet及Parmigiani三個品牌發起創立的品質保證優質印記，首先需具有瑞士官方的天文組織C.O.S.C的認證（即天文台認證），機芯的修飾與拋磨必須達到一定的標準，最後經過特殊的Fluriertest測試儀做24小時的模擬人手佩戴的各種姿勢測試，其精準度必須在每天0至5秒間的誤差（超越C.O.S.C認證可以慢4秒的標準），才能獲得由Flurier Qualite Foundation所頒發的證書，也才能在機芯及錶背打上QF認證的特殊印記符號，擁有QF認證的機芯在橋板上會鑴刻QF認證符號及SWISS FLEURIER字樣。相較於日內瓦印記，QF認證沒有地區性的限制。